# The Eternal Grind
Pour plus de détails, voir Fiche technique et Distribution.
The Eternal Grind est un film muet américain de John B. O'Brien, sorti en 1916.

## Synopsis
Owen et Ernest Wharton, les fils de James Wharton, propriétaire d'une usine, s'intéressent à deux des employées de leur père. Owen tombe amoureux de Mary, alors qu'Ernest, un homme à femmes, fait d'Amy, la sœur de Mary, sa maîtresse. Une troisième sœur, Jane, atteinte de tuberculose, est de plus en plus malade, quand Mary demande à James de l'argent pour la soigner, il refuse. Ayant entendu parler de son problème, Ernest offre de l'argent à Mary, mais seulement si elle devient sa maîtresse. De colère, Mary le force à se marier avec Amy, sous la menace d'une arme. Pendant ce temps, Owen, rendu inconscient par un accident, demande après Mary. James la supplie de voir Owen, mais avant d'accepter Mary lui fait promettre d'améliorer les conditions de travail inhumaines dans l'usine. Owen se rétablit et va finalement se marier avec Mary. Le mariage a fait d'Ernest un mari dévoué et James tient sa promesse à propos des conditions de travail. 

## Fiche technique
- Titre original : The Eternal Grind
- Réalisation : John B. O'Brien
- Scénario : William H. Clifford
- Photographie : Emmett Williams
- Production : Daniel Frohman
- Société de production : Famous Players Film Company
- Société de distribution : Paramount Pictures Corporation
- Pays d’origine :  États-Unis
- Langue originale : anglais
- Format : Noir et blanc — 35 mm — 1,37:1 — Muet
- Genre : Comédie dramatique
- Durée : 5 bobines
- Dates de sortie :  États-Unis : 17 avril 1916
- Licence : domaine public

## Distribution
- Mary Pickford : Mary
- Loretta Blake : Amy
- Dorothy West : Jane
- John Bowers : Owen Wharton
- Robert Cain : Ernest Wharton
- J. Albert Hall : James Wharton